# Xã Hartford, Michigan
Xã Hartford (tiếng Anh: Hartford Township) là một xã thuộc quận Van Buren, tiểu bang Michigan, Hoa Kỳ. Năm 2010, dân số của xã này là 3.274 người.